# Клането на Св. Валентин: Във вашия дом
Клането на Св. Валентин: Във вашия дом (на английски: St. Valentine's Day Massacre: In Your House) е двадесет и седмото и последно pay-per-view събитие от поредицата Във вашия дом, продуцирано от Световната федерация по кеч (WWF). Събитието се провежда на 14 февруари 1999 г. в Мемфис, Тенеси.

## Обща информация
Заглавието на събитието намеква за клането на Деня на Свети Валентин от 1929 г., при което седем души са убити като част от гангстерската война между Ал Капоне и Бъгс Морън. На събитието е дебютът в WWF на Грамадата, който е споменат с истинското си име Пол Уайт по време на събитието.
В карда на събитието са насрочени осем мача. Първото основно събитие е това за Титлата на WWF. Тъй като Скалата и Менкайнд се бият много пъти по-рано, е решено, че мачът ще бъде мач последният оцелял, мач, в който кечист губи, ако не може да се изправи, преди реферът да отброи до десет. Второто основно събитие е мачът в стоманената клетка между Ледения Стив Остин и собственика на компанията Винс Макмеън, за да се реши дали Остин ще продължи да оглавява Кечмания 15 през следващия месец.

## Резултати
| №                                                                        | Резултати                                                                                    | Правила                                                                                    | Време      |
| ------------------------------------------------------------------------ | -------------------------------------------------------------------------------------------- | ------------------------------------------------------------------------------------------ | ---------- |
| 1Т                                                                       | Твърде много (Брайън Кристофър и Скот Тейлър) побеждават Харди бойз (Джеф Харди и Мат Харди) | Отборен мач                                                                                | Неизвестно |
| 2                                                                        | Златен прах поб. Син прах                                                                    | Индивидуален мач                                                                           | 03:04      |
| 3                                                                        | Боб Холи поб. Ал Сноу (с Главата)                                                            | Хардкор мач за вакантната Хардкор титла на WWF                                             | 09:58      |
| 4                                                                        | Биг Бос Мен поб. Мидеон                                                                      | Индивидуален мач                                                                           | 06:19      |
| 5                                                                        | Джеф Джарет и Оуен Харт (ш) (с Дебра) поб. Д'Ло Браун и Марк Хенри (с Айвъри)                | Отборен мач за Световните отборни титли на WWF                                             | 09:33      |
| 6                                                                        | Вал Винъс (с Раян Шамрок) поб. Кен Шамрок (ш)                                                | Индивидуален мач за Интерконтиненталната титла на WWF с Били Гън като специален гост съдия | 15:53      |
| 7                                                                        | Корпорацията (Чайна и Кейн) поб. D-Generation X (Трите Хикса и Екс Пак)                      | Отборен мач                                                                                | 14:46      |
| 8                                                                        | Менкайнд (ш) срещу Скалата приключва с равенство                                             | Мач Последният оцелял за Титлата на WWF                                                    | 22:00      |
| 9                                                                        | Ледения Стив Остин поб. Г-н Макмеън излизайки от клетката                                    | Мач в Стоманена клетка за определяне #1 претендент за Титлата на WWF на Кечмания 15        | 07:56      |
| - (ш) – указва шампиона/шампионите в мача - Т – показва, че мача е тъмен |                                                                                              |                                                                                            |            |